# 애슐리 윌리엄스 (축구 선수)
애슐리 에롤 윌리엄스 (Ashley Errol Williams, 1984년 8월 23일 ~ )는 잉글랜드 태생의 웨일스의 은퇴한 축구 선수이다. 웨일스 축구 국가대표팀에서 주장을 맡았으며 센터백으로 뛰었다.